# Bourse subtendineuse du muscle gastrocnémien latéral
 (octobre 2023).
La bourse subtendineuse du muscle gastrocnémien latéral (ou bourse du muscle jumeau externe) est une bourse synoviale inconstante du membre inférieur située au niveau du genou.

## Description
La bourse subtendineuse du muscle gastrocnémien latéral est située entre le tendon d'origine du chef latéral du muscle gastrocnémien et la face postérieure de la capsule de l'articulation du genou.